# 양영순의 천일야화
《양영순의 천일야화》(일명 《1001》)는 만화가 양영순이 2004년 7월 14일부터 2005년 9월 2일까지 파란닷컴의 웹툰코너 "엔타민"(ntamin.paran.com)에 총 140회에 걸쳐 연재한 웹툰이다. 양영순 작가 최초의 장편 연재물로서 2000년경부터 이 작품을 구상한 것으로 알려져 있다. 2006년에 한국문화콘텐츠진흥원에서 시상하는 '2006 대한민국 만화·애니메이션·캐릭터 대상'에서 대한민국만화대상(대통령상)을 수상했다.

## 후속 출간 등
파란 연재시의 엄청난 인기에 힘입어 다음과 같이 후속 연재, 출간이 이루어졌다.
- 무가지 AM7에서 연재
- 2006년 10월 31일 김영사에서 《양영순의 천일야화》라는 제목 하에 총 6권으로 출간
- 2008년 5월 19일부터 2008년 10월 6일까지 매일 《야후! 미디어》에 연재 (여전히 게재 중이어서 열람이 가능 - 야후코리아 철수에 따라 열람 불가능)

현재 kt올레마켓 웹툰에서 재연재 되고있음

## 같이 보기
- 양영순